# Le Sang des cerises
Cet article possède un paronyme, voir Le Temps des cerises.
Le Sang des cerises est l'ensemble composé des huitième et neuvième tomes des Passagers du vent, une bande dessinée créée par François Bourgeon.
La première partie est publiée en 2018 ; la seconde, publiée en 2022, se déroule sur le fond de l'histoire de la Commune de Paris.
Le premier tome est prépublié sous forme de quatre journaux au papier épais et au tirage trimestriel : n° 1 en novembre 2017, n° 2 en mars, n° 3 en mai et n° 4 en août 2018, sans les traductions intégrées à l'album.

## Synopsis
Le 16 février 1885, Zabo qui se fait maintenant appeler Clara  défile à Paris jusqu’au cimetière du Père-Lachaise pour l’enterrement de Jules Vallès (un élu de la Commune de Paris). Elle prend la défense d’une jeune Bretonne, Klervi, qui débarque de sa province à la gare d'Austerlitz et ne parle alors que le breton. Elle est la narratrice du récit, qu'elle conte au mur des Fédérés en 1953.
Trois ans plus tard, les deux femmes se retrouvent un peu par hasard à Montmartre. Clara sort Klervi des griffes d’un proxénète et l'accueille dans sa petite maison entre la rue de l’Abreuvoir et la rue Saint-Vincent. La vie continue paisiblement jusqu’au jour où le proxénète retrouve Klervi.
Par petits touches, l’histoire de Zabo/Clara est dévoilée : elle a fait partie du soulèvement de La Commune en 1871 et son compagnon Quentin y est mort. Elle est ensuite jugée et déportée au bagne en Nouvelle-Calédonie, pour huit ans.

## Trame historique
Après la période de l'esclavage en Afrique et en Amérique, François Bourgeon met en lumière la Commune de Paris, mais aussi l'histoire de la colonisation de la Nouvelle-Calédonie : « J’ai voulu faire revivre une population qui a soutenu l’insurrection, et a subi l’impitoyable répression qui l’a suivie. J’ai voulu faire revivre une mémoire sur laquelle il y a une véritable omerta. Elle n’est plus enseignée dans les programmes d’Histoire, et je me rends compte quand je discute avec les gens que cet épisode leur est inconnu (...) On a vraiment voulu éliminer une bonne fois pour toutes ce Paris insurrectionnel. Alors, redonner un peu de mémoire à ces gens, oui, ça me plaît. ». La loi d’amnistie de 1880 permet aux Communards déportés, dont Zabo, de revenir en métropole, mais l'espoir d'insurrection est passé. Le titre de l'album fait référence deux chansons de Jean Baptiste Clément, Le Temps des cerises composée en 1866 et La Semaine sanglante composée en 1871.
De nombreuses personnalités politiques telles Georges Clemenceau, Louise Michel, Henri Rochefort et Élisée Reclus ou artistiques comme Eugène Pottier, Aristide Bruant, Théophile Alexandre Steinlen, Henri de Toulouse-Lautrec, Suzanne Valadon, la Goulue et Jane Avril font leur apparition au fil des pages sur fond d'événements comme l'exposition universelle de 1889 ou la construction du Sacré-Cœur. Le quartier de Montmartre et l'histoire de la Commune de Paris sont représentés dans une reconstitution minutieuse, l'auteur ayant notamment réalisé une maquette au centième de l'ilot entre la rue Saint-Vincent, la rue de l’Abreuvoir et la rue des Saules, où réside Zabo.
François Bourgeon baigne ses personnages dans le parler d'époque entre l’argot parisien et le breton. Tout comme dans le La Petite Fille Bois-Caïman, le récit est basé sur des évocations du passé : « Ça m’amuse de circuler dans le temps, revenir, repasser… Mais c’est aussi une manière de sélectionner ce que je veux dire, parce que, quand on avance de manière linéaire, on ne peut pas faire de grandes ellipses. Alors que là, on peut sélectionner ce qu’on raconte, se concentrer sur des moments particulièrement intéressants de la vie des personnages ».